# Twerdomedowe
Twerdomedowe (ukr. Твердомедове) – wieś na Ukrainie, w obwodzie chersońskim, w rejonie berysławskim, w hromadzie Wełyka Ołeksandriwka. W 2001 liczyła 397 mieszkańców, spośród których 366 wskazało jako ojczysty język ukraiński, 22 rosyjski, 2 mołdawski, 4 białoruski, 2 polski, a 1 jidysz.